# Sine-Gordon-vergelijking
De sine-Gordon-vergelijking is een partiële differentiaalvergelijking die een belangrijke rol speelt bij het bestuderen van de (lange) Josephson-junctie. De vergelijking is
{\displaystyle \Phi _{tt}-\Phi _{xx}+\sin \ \Phi =0.}
De naam sine-Gordon-vergelijking is een woordspeling op Klein-Gordonvergelijking, verwijzend naar de sinusfunctie: de Engelse term voor sinus is sine.

## Type vergelijking
Deze vergelijking is een niet-lineaire, tweede-orde, hyperbolische, partiële differentiaalvergelijking. Een van de bijzondere en interessante eigenschappen van deze vergelijking is dat er exacte oplossingen van bestaan. Met name de oplossing van het type lopende golf zijn interessant en relevant voor het begrijpen van de fysica van de Josephson juncties.

## Oplossingen
Oplossingen van het type lopende golf kunnen gevonden worden door aan te nemen dat de oplossing van de vergelijking alleen afhangt van een variabele die meeloopt met de oplossing. Definieer:
{\displaystyle \xi =x-ct.\,}
Oplossingen van de vergelijking
{\displaystyle (1-c^{2})\phi _{\xi \xi }=\sin \phi \,}
leiden dat tot oplossingen van de sine-Gordon-vergelijking, door te schrijven:
{\displaystyle \Phi (x,t)=\phi (\xi )=\phi (x-ct).\,}
De belangrijkste lopende golf oplossing (kink-oplossing) is daarmee te schrijven als:
{\displaystyle \Phi (x,t)=4\arctan \left[\exp \left(\pm {\frac {x-ct}{\sqrt {1-c^{2}}}}+\delta \right)\right].\,}
Dit is een lopende golf, met snelheid {\displaystyle c}. De constante {\displaystyle \delta } is het gevolg van het feit dat in de vergelijking geen expliciete afhankelijkheid van {\displaystyle x} en {\displaystyle t} voorkomen. Een verschuiving van de oplossing is weer een oplossing.
Deze oplossing is een soliton. De oplossing {\displaystyle \Phi } neemt hierbij toe van 0 tot {\displaystyle 2\pi ,} voor {\displaystyle \xi =x-ct} gaande van minus oneindig naar plus oneindig.

## Verstoringen
De sine-Gordon-vergelijking zoals boven getoond is een vergelijking die exacte oplossingen toelaat (zoals de in vorige paragraaf beschreven kink-oplossing). Deze oplossing is een oplossing waarvan de energie behouden blijft. Voor de fysica van de Josephson-junctie is een verstoorde (aangepaste) versie van de vergelijking van groot belang:
{\displaystyle \Phi _{tt}-\Phi _{xx}+\sin \ \Phi =-\alpha \Phi _{t}+\beta \Phi _{xxt}+\gamma .\,}
In deze vergelijking staan {\displaystyle \alpha } en {\displaystyle \beta } voor energie-verlies termen (weerstand in de Josephson junctie) en {\displaystyle \gamma } voor energie-toevoer. Bij snelheid {\displaystyle c=0} is er geen verlies term en als ook de term {\displaystyle \gamma =0} krijgen we de ongestoorde vergelijking terug en ook dezelfde oplossing.
Door de {\displaystyle \gamma } te laten toenemen zal ook de snelheid {\displaystyle c} moeten toenemen, zodanig dat er een energie-behoud geldt.

## Energie
De sine-Gordon-vergelijking is een Hamiltonsysteem, met de Hamiltoniaan
{\displaystyle H=\int _{-\infty }^{\infty }\left({\frac {1}{2}}\Phi _{x}^{2}(x,t)+{\frac {1}{2}}v^{2}(x,t)+1-\cos \Phi (x,t)\right)\,\mathrm {d} x}
en waarbij {\displaystyle v=\Phi _{t}}.  De waarde van deze Hamiltoniaan kan natuurkundig worden geïnterpreteerd als de energie van het systeem, en kan niet negatief worden. De Hamilton-vergelijkingen zijn:
{\displaystyle {\begin{aligned}v_{t}&=-{\frac {\delta H}{\delta \Phi }}=\Phi _{xx}-\sin \Phi ,\\\Phi _{t}&=+{\frac {\delta H}{\delta v}}=v\end{aligned}}}
Eliminatie van {\displaystyle v(x,t)} uit deze twee vergelijkingen geeft de sine-Gordon-vergelijking.
Door de tijdsafgeleide van deze Hamiltoniaan {\displaystyle H(v,\Phi )} te bepalen, en daarin de verstoorde vergelijking in te vullen - die niet voldoet aan het Hamilton systeem - blijkt dat:
{\displaystyle {\frac {\mathrm {d} H}{\mathrm {d} t}}=\int _{-\infty }^{\infty }\left(-\alpha \Phi _{t}^{2}(x,t)-\beta \Phi _{xt}^{2}(x,t)+\gamma \Phi _{t}(x,t)\right)\,\mathrm {d} x}
Hierin is duidelijk te zien dat positieve waarden van {\displaystyle \alpha } en {\displaystyle \beta } de energie (Hamiltoniaan) laten afnemen. Bij {\displaystyle \gamma } hangt het af van de waarde van {\displaystyle \Phi _{t}(x,t)}. Fysisch gezien komt dit doordat de parameter {\displaystyle \gamma } correspondeert met een stroom. De lopende kink-oplossing is een fluxon: een pakketje magnetische energie. De richting van de stroom en de richting van het magnetisch veld—afhankelijk van de looprichting van het fluxon—bepalen of het fluxon wordt versneld (toename van energie) of vertraagd (afname van energie).